# Список депутатів Європейського парламенту (2019-2024)

## Австрія(18 депутатів)
Австрійська народна партія (нім. Österreichische Volkspartei)
- Alexander Bernhuber
- Karoline Edtstadler
- Othmar Karas
- Lukas Mandl
- Simone Schmiedtbauer
- Barbara Thaler
- Angelika Winzig

Соціал-демократична партія Австрії (нім. Sozialdemokratische Partei Österreichs)
- Hannes Heide
- Evelyn Regner
- Andreas Schieder
- Günther Sidl
- Bettina Vollath

Австрійська партія свободи (нім. Freiheitliche Partei Österreichs)
- Roman Haider
- Georg Mayer
- Harald Vilimsky

Партія Зелених (нім. Die Grünen - Die Grüne Alternative)
- Monika Vana
- Sarah Wiener

NEOS — Нова Австрія і Ліберальний форум (нім. NEOS – Das Neue Österreich)
- Claudia Gamon

## Бельгія(21 депутат)
Новий фламандський альянс (нід. Nieuw-Vlaamse Alliantie)
- Geert Bourgeois
- Assita Kanko
- Johan Van Overtveldt

Фламандський інтерес (нід. Vlaams Belang)
- Gerolf Annemans
- Filip De Man
- Tom Vandendriessche

Християнські демократи і фламандці (нід. Christen-Democratisch en Vlaams)
- Cindy Franssen
- Kris Peeters

Союз екологів за організацію оригінальної боротьби (фр. Ecologistes Confédérés pour l'Organisation de Luttes Originales)
- Saskia Bricmont
- Philippe Lamberts

Реформаторський рух (фр. Mouvement Réformateur)
- Olivier Chastel
- Frédérique Ries

Відкриті фламандські ліберали і демократи (нід. Open Vlaamse Liberalen en Democraten)
- Hilde Vautmans
- Guy Verhofstadt

Соціалістична партія (фр. Parti Socialiste)
- Maria Arena
- Marc Tarabella

Гуманістичний демократичний центр (нід. Centre Démocrate Humaniste)
- Benoît Lutgen

Християнсько-соціальна партія (нім. Christlich-soziale Partei)
- Pascal Arimont

Зелені (нід. Groen!)
- Petra De Sutter

Партія труду Бельгії (фр. Parti du Travail de Belgique)
- Marc Botenga

Соціалістична партія — інші (нід. Socialistische Partij Anders)
- Kathleen Van Brempt

## Болгарія(17 депутатів)
Болгарська соціалістична партія (болг. Българска социалистическа партия)
- Петър Витанов
- Елена Йончева
- Цветелина Пенкова
- Сергей Станишев
- Иво Христов

Громадяни за європейський розвиток Болгарії (болг. Граждани за европейско развитие на България)
- Асим Адемов
- Андрей Ковачев
- Ева Майдел
- Андрей Новаков
- Емил Радев

Рух за права і свободи (болг. Движение за права и свободи)
- Атидже Алиева-Вели
- Илхан Кючюк
- Искра Михайлова

Внутрішня македонська революційна організація — Болгарський національний рух (болг. Вътрешна македонска революционна организация - Българско национално движение)
- Ангел Джамбазки
- Андрей Слабаков

Демократи за сильну Болгарію (болг. Демократи за силна България)
- Радан Кънев

Союз демократичних сил (болг. Съюз на демократичните сили)
- Александър Александров Йорданов

## Велика Британія(73 депутати)
Партія Брексіту (англ. The Brexit Party)
- David Bull
- Jonathan Bullock
- Martin Edward Daubney
- Belinda De Lucy
- Andrew England Kerr
- Nigel Farage
- Lance Forman
- Claire Fox
- Nathan Gill
- James Alexander Glancy
- Ben Habib
- Lucy Elizabeth Harris
- Michael Heaver
- Christina Sheila Jordan
- John Longworth
- Rupert Lowe
- Brian Monteith
- June Alison Mummery
- Henrik Overgaard Nielsen
- Matthew Patten
- Alexandra Lesley Phillips
- Jake Pugh
- Annunziata Mary Rees-mogg
- Robert Rowland
- Louis Stedman-bryce
- John David Edward Tennant
- Richard Tice
- James Wells
- Ann Widdecombe

Ліберальні демократи (англ. Liberal Democrats)
- Catherine Bearder
- Phil Bennion
- Jane Brophy
- Judith Bunting
- Chris Davies
- Dinesh Dhamija
- Barbara Ann Gibson
- Antony Hook
- Martin Horwood
- Shaffaq Mohammed
- Lucy Nethsingha
- Bill Newton Dunn
- Luisa Porritt
- Sheila Ritchie
- Caroline Voaden
- Irina Von Wiese

Лейбористська партія (англ. Labour Party)
- Richard Corbett
- Seb Dance
- Neena Gill
- Theresa Griffin
- John Howarth
- Jackie Jones
- Jude Kirton-Darling
- Claude Moraes
- Rory Palmer
- Julie Ward

Зелена партія (англ. Green Party)
- Scott Ainslie
- Ellie Chowns
- Gina Dowding
- Magid Magid
- Alexandra Louise Rosenfield Phillips
- Catherine Rowett
- Molly Scott Cato

Консервативна партія (англ. Conservative Party)
- Daniel Hannan
- Anthea Mcintyre
- Baroness Nosheena Mobarik
- Geoffrey Van Orden

Шотландська національна партія (англ. Scottish National Party)
- Christian Allard
- Aileen Mcleod
- Alyn Smith

Партія «Альянс» Північної Ірландії (англ. Alliance Party of Northern Ireland)
- Naomi Long

Демократична юніоністська партія (англ. Democratic Unionist Party)
- Diane Dodds

Плайд Кемри — Партія Уєльсу (валл. Plaid Cymru, англ. Party of Wales)
- Jill Evans

Шинн Фейн («Самі по собі») (ірл. Sinn Féin)
- Martina Anderson

## Греція(21 депутат)
Нова демократія (грец. Νέα Δημοκρατία)
- Anna-Michelle Asimakopoulou
- Manolis Kefalogiannis
- Stelios Kympouropoulos
- Georgios Kyrtsos
- Vangelis Meimarakis
- Maria Spyraki
- Elissavet Vozemberg-Vrionidi
- Theodoros Zagorakis

Коаліція радикальних лівих (грец. Συνασπισμός Ριζοσπαστικής Αριστεράς)
- Konstantinos Arvanitis
- Alexis Georgoulis
- Petros Kokkalis
- Stelios Kouloglou
- Elena Kountoura
- Dimitrios Papadimoulis

Комуністична партія Греції (грец. Κομμουνιστικό Κόμμα Ελλάδας)
- Lefteris Nikolaou-Alavanos
- Kostas Papadakis

Грецьке рішення (грец. Ελληνική Λύσ)
- Emmanouil Fragkos

Оливкове дерево (грец. Ελληνική Λύσ)
- Єва Кайлі

Загальногрецький соціалістичний рух-Рух змін (грец. Πανελλήνιο Σοσιαλιστικό Κίνημα-Κίνημα Αλλαγής)
- Nikos Androulakis

Золотий світанок (грец. Χρυσή Αυγή)
- Athanasios Konstantinou

Незалежні
- Ioannis Lagos

## Данія(13 депутатів)
Венстре ("Ліві") (дан. Venstre)
- Asger Christensen
- Søren Gade
- Morten Løkkegaard

Радикальна Венстре (дан. Det Radikale Venstre)
- Karen Melchior
- Morten Petersen

Соціал-демократи (дан. Socialdemokratiet)
- Niels Fuglsang
- Christel Schaldemose

Соціалістична народна партія (дан. Socialistisk Folkeparti)
- Margrete Auken
- Kira Marie Peter-hansen

Данська народна партія (дан. Dansk Folkeparti)
- Peter Kofod

Консервативна народна партія (дан. Det Konservative Folkeparti)
- Pernille Weiss

Червоно-зелена коаліція (дан. Enhedslisten – De Rød-Grønne)
- Nikolaj Villumsen

## Естонія(6 депутатів)
Партія реформ Естонії (ест. Eesti Reformierakond)
- Andrus Ansip
- Urmas Paet

Соціал-демократична партія Естонії (ест. Sotsiaaldemokraatlik Erakond)
- Marina Kaljurand
- Sven Mikser

Центристська партія (ест. Eesti Keskerakond)
- Yana Toom

Консервативна Народна партія Естонії (ест. Eesti Konservatiivne Rahvaerakond)
- Jaak Madison

## Ірландія(11 депутатів)
Фіне Гел (ірл. Fine Gael)
- Frances Fitzgerald
- Seán Kelly
- Mairead Mcguinness
- Maria Walsh

Зелена партія (англ. Green Party)
- Ciarán Cuffe
- Grace O'sullivan

Незалежні за зміни (англ. Independents 4 Change)
- Mick Wallace

Шинн Фейн ("Самі по собі") (ірл. Sinn Féin)
- Matt Carthy

Фіанна Файл ("Солдати долі") (ірл. Fianna Fáil)
- Billy Kelleher

Незалежні
- Clare Daly
- Luke Ming Flanagan

## Іспанія(54 депутати)
Іспанська соціалістична робітнича партія (ісп. Partido Socialista Obrero Español)
- Clara Aguilera
- Estrella Dura Ferrandis
- Jonás Fernández
- Lina Galvez Muñoz
- Ibán Garcia Del Blanco
- Isabel García Muñoz
- Iratxe García Pérez
- Eider Gardiazabal Rubial
- Mónica Silvana González
- Nicolás Gonzalez Casares
- Alicia Homs Ginel
- Juan Fernando López Aguilar
- César Luena
- Cristina Maestre Martín De Almagro
- Adriana Maldonado López
- Javier Moreno Sánchez
- Inma Rodríguez-Piñero
- Domènec Ruiz Devesa
- Nacho Sánchez Amor

Народна партія (ісп. Partido Popular)
- Pablo Arias Echeverría
- Isabel Benjumea Benjumea
- Pilar Del Castillo Vera
- Rosa Estarás Ferragut
- José Manuel García-Margallo Y Marfil
- Esteban González Pons
- Leopoldo López Gil
- Antonio López-Istúriz White
- Francisco José Millán Mon
- Dolors Montserrat
- Javier Zarzalejos
- Juan Ignacio Zoido Álvarez

Громадяни — Громадянська партія (ісп. Ciudadanos – Partido de la Ciudadanía)
- José Ramón Bauzá Díaz
- Jordi Cañas
- Luis Garicano
- Javier Nart
- María Soraya Rodríguez Ramos
- Susana Solás Pérez

Подемос ("Ми можемо") (ісп. Podemos)
- Eugenia Rodríguez Palop
- Miguel Urbán Crespo
- Idoia Villanueva Ruiz

Вокс ("Голос") (ісп. Vox)
- Mazaly Aguilar
- Jorge Buxadé Villalba
- Hermann Tertsch

Об'єднані ліві (ісп. Izquierda Unida)
- Manu Pineda Marín
- Sira Rego

Каталонія загалом (кат. Catalunya en Comú)
- Ernest Urtasun

Делегація європейських громадян (ісп. Delegación Ciudadanos Europeos)
- Maite Pagazaurtundúa

Країна басків разом (баск. Euskal Herria Bildu)
- Pernando Barrena Arza

Республіканська лівиця Каталонії (ісп. Esquerra Republicana de Catalunya)
- Diana Riba I Giner

Баскійська націоналістична партія (ісп. Partido Nacionalista Vasco)
- Izaskun Bilbao Barandica

Соціалістична партія Каталонії (ісп. Partit dels Socialistes de Catalunya)
- Javi López

## Італія(73 депутати)
Ліга Півночі (італ. Lega Nord)
- Matteo Adinolfi
- Simona Baldassarre
- Alessandra Basso
- Mara Bizzotto
- Anna Bonfrisco
- Paolo Borchia
- Marco Campomenosi
- Andrea Caroppo
- Massimo Casanova
- Susanna Ceccardi
- Angelo Ciocca
- Rosanna Conte
- Gianantonio Da Re
- Francesca Donato
- Marco Dreosto
- Gianna Gancia
- Valentino Grant
- Oscar Lancini
- Elena Lizzi
- Alessandro Panza
- Luisa Regimenti
- Antonio Maria Rinaldi
- Silvia Sardone
- Annalisa Tardino
- Isabella Tovaglieri
- Lucia Vuolo
- Stefania Zambelli
- Marco Zanni

Демократична партія (італ. Partito Democratico)
- Pietro Bartolo
- Brando Benifei
- Simona Bonafè
- Carlo Calenda
- Caterina Chinnici
- Andrea Cozzolino
- Paolo De Castro
- Giuseppe Ferrandino
- Elisabetta Gualmini
- Roberto Gualtieri
- Pierfrancesco Majorino
- Alessandra Moretti
- Pina Picierno
- Giuliano Pisapia
- Franco Roberti
- David Maria Sassoli
- Massimiliano Smeriglio
- Irene Tinagli
- Patrizia Toia

Рух п'яти зірок (італ. Movimento 5 Stelle)
- Isabella Adinolfi
- Tiziana Beghin
- Fabio Massimo Castaldo
- Ignazio Corrao
- Rosa D'amato
- Eleonora Evi
- Laura Ferrara
- Mario Furore
- Chiara Gemma
- Dino Giarrusso
- Piernicola Pedicini
- Sabrina Pignedoli
- Daniela Rondinelli
- Marco Zullo

Вперед, Італіє (італ. Forza Italia)
- Silvio Berlusconi
- Fulvio Martusciello
- Giuseppe Milazzo
- Aldo Patriciello
- Massimiliano Salini
- Antonio Tajani

Брати Італії (італ. Fratelli d'Italia)
- Carlo Fidanza
- Pietro Fiocchi
- Raffaele Fitto
- Nicola Procaccini
- Raffaele Stancanelli

Південнотірольська народна партія (нім. Südtiroler Volkspartei, італ. Partito popolare sudtirolese)
- Herbert Dorfmann

## Кіпр(6 депутатів)
Прогресивна партія трудового народу (грец. Ανορθωτικό Κόμμα Εργαζόμενου Λαού)
- Giorgos Georgiou
- Niyazi Kizilyürek

Демократичне об'єднання (грец. Δημοκρατικός Συναγερμός)
- Lefteris Christoforou
- Loucas Fourlas

Демократична партія (грец. Δημοκρατικό Κόμμα)
- Costas Mavrides

Рух за соціал-демократію (грец. Κίνημα Σοσιαλδημοκρατών ΕΔΕΚ)
- Demetris Papadakis

## Латвія(8 депутатів)
Єдність (латис. Vienotība)
- Sandra Kalniete
- Inese Vaidere

Соціал-демократична партія «Згода» (латис. "Saskaņa" sociāldemokrātiskā partija)
- Andris Ameriks
- Nils Ušakovs

Національне об'єднання «Все для Латвії!» — «Вітчизні і свободі/ДННЛ»" (латис. Nacionālā apvienība "Visu Latvijai!"-"Tēvzemei un Brīvībai/LNNK")
- Dace Melbārde
- Roberts Zīle

Російський союз Латвії (латис. Latvijas Krievu savienība)
- Tatjana Ždanoka

Attīstībai/Par! ("Розвиток/За!") (латис. Attīstībai/Par!)
- Ivars Ījabs

## Литва(11 депутатів)
Союз Вітчизни — Литовські християнські демократи (лит. Tėvynės sąjunga-Lietuvos krikščionys demokratai)
- Rasa Juknevičienė
- Andrius Kubilius
- Liudas Mažylis

Соціал-демократична партія Литви (лит. Lietuvos socialdemokratų partija)
- Vilija Blinkevičiūtė
- Juozas Olekas

Партія праці (лит. Darbo partija)
- Viktoras Uspaskich

Виборча акція поляків Литви (лит. Lietuvos lenkų rinkimų akcija)
- Valdemaras Tomaševskis

Ліберальний рух Литовської Республіки (лит. Lietuvos Respublikos liberalų sąjūdis)
- Petras Auštrevičius

Союз селян і зелених Литви (лит. Lietuvos valstiečių ir žaliųjų sąjunga)
- Bronis Ropė

Незалежні
- Stasys Jakeliūnas
- Aušra Maldeikienė

## Люксембург(6 депутатів)
Християнсько-соціальна народна партія (фр. Parti chrétien social luxembourgeois)
- Christophe Hansen
- Isabel Wiseler-Lima

Демократична партія (фр. Parti démocratique)
- Charles Goerens
- Monica Semedo

Зелені (Люксембург) (люксемб. Déi Gréng, фр. Les Verts)
- Tilly Metz

Люксембурзька соціалістична робітнича партія (фр. Parti ouvrier socialiste luxembourgeois)
- Nicolas Schmit

## Мальта(6 депутатів)
Лейбористська партія (мальт. Partit Laburista)
- Alex Agius Saliba
- Josianne Cutajar
- Miriam Dalli
- Alfred Sant

Націоналістична партія (мальт. Partit Nazzjonalista)
- David Casa
- Roberta Metsola

## Нідерланди(26 депутатів)
Партія праці (нід. Partij van de Arbeid)
- Mohammed Chahim
- Agnes Jongerius
- Kati Piri
- Paul Tang
- Vera Tax
- Lara Wolters

Християнсько-демократичний заклик (нід. Christen Democratisch Appèl)
- Tom Berendsen
- Esther De Lange
- Jeroen Lenaers
- Annie Schreijer-Pierik

Народна партія за свободу і демократію (нід. Volkspartij voor Vrijheid en Democratie)
- Malik Azmani
- Jan Huitema
- Caroline Nagtegaal
- Liesje Schreinemacher

Форум за демократію (нід. Forum voor Democratie)
- Derk Jan Eppink
- Rob Rooken
- Robert Roos

Зелені ліві (нід. GroenLinks)
- Bas Eickhout
- Tineke Strik
- Kim Van Sparrentak

Демократи 66 (нід. Democraten 66)
- Sophia In't Veld
- Samira Rafaela

50PLUS
- Antonius Manders

Християнський союз (нід. ChristenUnie)
- Peter Van Dalen

Партія захисту тварин (нід. Partij voor de Dieren)
- Anja Hazekamp

Реформістська партія (нід. Staatkundig Gereformeerde Partij)
- Bert-Jan Ruissen

## Німеччина(96 депутатів)
Християнсько-демократичний союз Німеччини (нім. Christlich Demokratische Union Deutschlands)
- Hildegard Bentele
- Stefan Berger
- Daniel Caspary
- Lena Düpont
- Christian Ehler
- Michael Gahler
- Jens Gieseke
- Niclas Herbst
- Peter Jahr
- Peter Liese
- Norbert Lins
- Девід МакАллістер
- Markus Pieper
- Dennis Radtke
- Christine Schneider
- Sven Schulze
- Andreas Schwab
- Ralf Seekatz
- Sven Simon
- Sabine Verheyen
- Axel Voss
- Marion Walsmann
- Rainer Wieland

Союз 90/Зелені (нім. Bündnis 90/Die Grünen)
- Rasmus Andresen
- Michael Bloss
- Reinhard Bütikofer
- Anna Cavazzini
- Anna Deparnay-Grunenberg
- Romeo Franz
- Daniel Freund
- Alexandra Geese
- Sven Giegold
- Henrike Hahn
- Martin Häusling
- Pierrette Herzberger-Fofana
- Ska Keller
- Sergey Lagodinsky
- Katrin Langensiepen
- Erik Marquardt
- Hannah Neumann
- Niklas Nienass
- Jutta Paulus
- Terry Reintke
- Viola Von Cramon-Taubadel

Соціал-демократична партія Німеччини (нім. Sozialdemokratische Partei Deutschlands)
- Katarina Barley
- Gabriele Bischoff
- Udo Bullmann
- Delara Burkhardt
- Ismail Ertug
- Evelyne Gebhardt
- Jens Geier
- Petra Kammerevert
- Dietmar KÖster
- Constanze Krehl
- Bernd Lange
- Norbert Neuser
- Maria Noichl
- Joachim Schuster
- Birgit Sippel
- Tiemo Wölken

Альтернатива для Німеччини (нім. Alternative für Deutschland)
- Christine Anderson
- Gunnar Beck
- Lars Patrick Berg
- Markus Buchheit
- Nicolaus Fest
- Maximilian Krah
- Joachim Kuhs
- Sylvia Limmer
- Jörg Meuthen
- Guido Reil
- Bernhard Zimniok

Християнсько-соціальний союз Баварії (нім. Christlich-Soziale Union in Bayern)
- Christian Doleschal
- Markus Ferber
- Monika Hohlmeier
- Marlene Mortler
- Professor Doktor Angelika Niebler
- Manfred Weber

Ліві (нім. Die Linke)
- Özlem Demirel
- Cornelia Ernst
- Martina Michels
- Martin Schirdewan
- Helmut Scholz

Вільна демократична партія (нім. Freie Demokratische Partei)
- Nicola Beer
- Andreas Glück
- Svenja Hahn
- Moritz Körner
- Jan-Christoph Oetjen

Die Partei ("Партія") (нім. Die Partei)
- Nico Semsrott
- Martin Sonneborn

Вільні виборці (нім. Freie Wähler)
- Engin Eroglu
- Ulrike Müller

Сімейна партія Німеччини (нім. Familien-Partei Deutschlands)
- Helmut Geuking

Екологічно-демократична партія (нім. Ökologisch-Demokratische Partei)
- Klaus Buchner

Охорона людини, навколишнього середовища та тварини (нім. Partei Mensch Umwelt Tierschutz)
- Martin Buschmann

Партія піратів Німеччини (нім. Piratenpartei Deutschland)
- Patrick Breyer

## Польща(51 депутат)
Право і справедливість (пол. Prawo i Sprawiedliwość)
- Adam Bielan
- Joachim Stanisław Brudziński
- Ryszard Czarnecki
- Anna Fotyga
- Krzysztof Jurgiel
- Karol Karski
- Izabela-Helena Kloc
- Joanna Kopcińska
- Zdzisław Krasnodębski
- Elżbieta Kruk
- Zbigniew Kuźmiuk
- Ryszard Antoni Legutko
- Beata Mazurek
- Andżelika Anna Możdżanowska
- Tomasz Piotr Poręba
- Elżbieta Rafalska
- Bogdan Rzońca
- Jacek Saryusz-Wolski
- Beata Szydło
- Grzegorz Tobiszowski
- Witold Jan Waszczykowski
- Jadwiga Wiśniewska
- Anna Zalewska
- Kosma Złotowski

Громадянська платформа (пол. Platforma Obywatelska)
- Bartosz ArŁukowicz
- Jarosław Duda
- Tomasz Frankowski
- Andrzej Halicki
- Danuta Maria Hübner
- Ewa Kopacz
- Janusz Lewandowski
- Elżbieta Katarzyna Łukacijewska
- Jan Olbrycht
- Radosław Sikorski
- Róża Thun Und Hohenstein

Союз демократичних лівих сил (пол. Sojusz Lewicy Demokratycznej)
- Marek Paweł Balt
- Marek Belka
- Bogusław Liberadzki
- Leszek Miller

Весна (пол. Wiosna)
- Robert Biedroń
- Łukasz Kohut
- Sylwia Spurek

Польська селянська партія (пол. Polskie Stronnictwo Ludowe)
- Krzysztof Hetman
- Adam Jarubas
- Jarosław Kalinowski

Об'єднана Польща Збіґнєва Зіобро (пол. Solidarna Polska Zbigniewa Ziobro)
- Patryk Jaki
- Beata Kempa

Європейська коаліція (пол. Koalicja Europejska)
- Jerzy Buzek

Союз демократичних лівих сил-Робітничий союз (пол. Sojusz Lewicy Demokratycznej-Unia Pracy)
- Włodzimierz Cimoszewicz

Незалежні
- Magdalena Adamowicz
- Janina Ochojska

## Португалія(21 депутат)
Соціалістична партія (порт. Partido Socialista)
- Sara Cerdas
- André Jorge Dionísio Bradford
- Maria Manuel Leitão Marques
- Margarida Marques
- Pedro Marques
- Manuel Pizarro
- Isabel Santos
- Pedro Silva Pereira
- Carlos Zorrinho

Соціал-демократична партія (порт. Partido Social Democrata)
- Álvaro Amaro
- Maria Da Graça Carvalho
- José Manuel Fernandes
- Cláudia Monteiro De Aguiar
- Lídia Pereira
- Paulo Rangel

Лівий блок (порт. Bloco de Esquerda)
- José Gusmão
- Marisa Matias

Комуністична партія Португалії (порт. Partido Comunista Português)
- João Ferreira
- Sandra Pereira

Соціал-демократичний центр - Народна партія (порт. Centro Democrático Social – Partido Popular)
- Nuno Melo

Люди-Тварини-Природа (порт. Pessoas-Animais-Natureza)
- Francisco Guerreiro

## Румунія(32 депутати)
Національна ліберальна партія (рум. Partidul Naţional Liberal)
- Vasile Blaga
- Ioan-Rareş Bogdan
- Daniel Buda
- Cristian-Silviu Buşoi
- Gheorghe Falcă
- Mircea-Gheorghe Hava
- Marian-Jean Marinescu
- Dan-Ştefan Motreanu
- Siegfried Mureşan
- Adina-ioana Vălean

Соціал-демократична партія (рум. Partidul Social Democrat)
- Carmen Avram
- Adrian-Dragoş Benea
- Tudor Ciuhodaru
- Maria Grapini
- Claudiu Manda
- Dan Nica
- Rovana Plumb
- Cristian Terheş

Партія свободи, єдності і солідарності (рум. Partidul Libertate, Unitate și Solidaritate)
- Dacian Cioloş
- Dragoş Pîslaru
- Ramona Strugariu
- Dragoş Tudorache

Об'єднання порятунку Румунії (рум. Uniunea Salvați România)
- Clotilde Armand
- Vlad-Marius Botoş
- Nicolae Ştefănuță

Партія народного руху (рум. Partidul Mișcarea Populară)
- Traian Băsescu
- Eugen Tomac

ПРО Румунія (рум. PRO România)
- Corina Crețu
- Mihai Tudose

Демократичний союз угорців Румунії (рум. Uniunea Democrată Maghiară din România)
- Loránt Vincze
- Iuliu Winkler

Об'єднання порятунку Румунії-Партія свободи, єдності і солідарності (рум. USR-PLUS)
- Cristian Ghinea

## Словаччина(13 депутатів)
Прогресивна Словаччина (словац. Progresívne Slovensko)
- Martin Hojsík
- Michal Šimečka

Свобода і солідарність (словац. Sloboda a Solidarita)
- Lucia Ďuriš Nicholsonová
- Eugen Jurzyca

Курс — соціальна демократія (словац. SMER-Sociálna demokracia)
- Monika Beňová
- Miroslav Číž

Котлеба — Народна партія Наша Словаччина (словац. Kotleba – Ľudová strana Naše Slovensko)
- Milan Uhrík

Християнсько-демократичний рух (словац. Kresťanskodemokratické hnutie)
- Ivan Štefanec

Звичайні люди та незалежні особистості (словац. Obyčajní ľudia a nezávislé osobnosti)
- Peter Pollák

РАЗОМ-Громадська демократія (словац. SPOLU – občianska demokracia)
- Vladimír Bilčík

Безпартійні:
- Robert Hajšel
- Мірослав Радачовський[en] — обраний за списком партії Котлеба — Народна партія Наша Словаччина[Sk 1]
- Michal Wiezik

1. ↑  ZVOLENÍ POSLANCI EURÓPSKEHO PARLAMENTU. Voľby do Európskeho parlamentu 2019. Процитовано 21 січня 2021. 10. Miroslav Radačovský (3) Kotleba - Ľudová strana Naše Slovensko(словац.)(англ.)

## Словенія(8 депутатів)
Список Мар'яна Шареца (словен. Lista Marjana Šarca)
- Klemen Grošelj
- Irena Joveva

Словенська демократична партія (словен. Slovenska demokratska stranka)
- Romana Tomc
- Milan Zver

Соціал-демократи (словен. Socialni demokrati)
- Milan Brglez
- Tanja Fajon

Нова Словенія — Християнська народна партія (словен. Nova Slovenija – Krščanski demokrati)
- Ljudmila Novak

Словенська народна партія (словен. Slovenska ljudska stranka)
- Franc Bogovič

## Угорщина(21 депутат)
Фідес — Угорський громадянський союз (угор. Fidesz-Magyar Polgári Szövetség-Keresztény Demokrata Néppárt)
- Andrea Bocskor
- Andor Deli
- Tamás Deutsch
- Kinga Gál
- Enikő Győri
- András Gyürk
- Balázs Hidvéghi
- Lívia Járóka
- Ádám Kósa
- József Szájer
- Edina Tóth
- László Trócsányi

Демократична коаліція (угор. Demokratikus Koalíció)
- Attila Ara-Kovács
- Klára Dobrev
- Csaba Molnár
- Sándor Rónai

Моментум
- Katalin Cseh
- Anna Julia Donáth

Йоббік ("Рух за кращу Угорщину") (угор. Jobbik Magyarországért Mozgalom)
- Márton Gyöngyösi

Християнсько-демократична народна партія (угор. Kereszténydemokrata Néppárt)
- György Hölvényi

Угорська соціалістична партія (чеськ. Magyar Szocialista Párt)
- István Ujhelyi

## Фінляндія(13 депутатів)
Національна коаліція (фін. Kansallinen Kokoomus)
- Sirpa Pietikäinen
- Petri Sarvamaa
- Henna Virkkunen

Істинні фіни (фін. Perussuomalaiset)
- Teuvo Hakkarainen
- Laura Huhtasaari

Фінляндський центр (фін. Suomen Keskusta)
- Elsi Katainen
- Mauri Pekkarinen

Соціал-демократична партія Фінляндії (фін. Suomen Sosialidemokraattinen Puolue, швед. Finlands Socialdemokratiska Parti)
- Eero Heinäluoma
- Miapetra Kumpula-Natri

Зелений союз (фін. Vihreä liitto)
- Heidi Hautala
- Ville Niinistö

Шведська народна партія (фін. Suomen ruotsalainen kansanpuolue, фін. Svenska folkpartiet i Finland)
- Nils Torvalds

Лівий союз (фін. Vasemmistoliitto)
- Silvia Modig

## Франція(74 депутати)
Національне об'єднання (фр. Rassemblement national)
- Mathilde Androuët
- Jordan Bardella
- Nicolas Bay
- Aurelia Beigneux
- Dominique Bilde
- Annika Bruna
- Gilbert Collard
- Jean-Paul Garraud
- Catherine Griset
- Jean-François Jalkh
- France Jamet
- Virginie Joron
- Herve Juvin
- Hélène Laporte
- Gilles Lebreton
- Julie Lechanteux
- Thierry Mariani
- Joëlle Mélin
- Philippe Olivier
- Maxette Pirbakas
- Jérôme Riviére
- André Rougé

Екологія Європи (фр. Europe Écologie)
- Benoît Biteau
- Damien Carême
- David Cormand
- Gwendoline Delbos-Corfield
- Karima Delli
- Yannick Jadot
- Michèle Rivasi
- Mounir Satouri
- Marie Toussaint
- Salima Yenbou

Республіканці (фр. Les Républicains)
- François-Xavier Bellamy
- Arnaud Danjean
- Geoffroy Didier
- Agnès Evren
- Brice Hortefeux
- Nadine Morano
- Anne Sander

Список Відродження (фр. Liste Renaissance)
- Pascal Canfin
- Catherine Chabaud
- Jérémy Decerle
- Pascal Durand
- Bernard Guetta
- Irène Tolleret
- Véronique Trillet-Lenoir

Непідкорена Франція (фр. La France Insoumise)
- Manon Aubry
- Manuel Bompard
- Leila Chaibi
- Emmanuel Maurel
- Younous Omarjee
- Anne-sophie Pelletier

Вперед, республіко! (фр. La République en marche!)
- Stéphane Bijoux
- Valerie Hayer
- Pierre Karleskind
- Nathalie Loiseau
- Stéphane Séjourné
- Chrysoula Zacharopoulou

Демократичний рух (фр. Mouvement Démocrate)
- Sylvie Brunet
- Laurence Farreng
- Christophe Grudler
- Marie-pierre Vedrenne

Соціалістична партія (фр. Parti socialiste)
- Eric Andrieu
- Sylvie Guillaume

Громадське місце (фр. Place publique)
- Raphaël Glucksmann
- Aurore Lalucq

Конструктивні праві (фр. Agir - La Droite constructive)
- Fabienne Keller

Незалежний екологічний альянс (фр. Alliance Écologiste Indépendante)
- Caroline Roose

Центристи (фр. Les centristes)
- Nathalie Colin-Oesterlé

Радикальний соціал-ліберальний рух (фр. Mouvement Radical Social-Libéral)
- Dominique Riquet

Новий курс (фр. Nouvelle Donne)
- Pierre Larrouturou

Солідарні регіони та народи (фр. Régions et Peuples Solidaires)
- François Alfonsi

Незалежні
- Gilles Boyer
- Stéphanie Yon-Courtin

## Хорватія(11 депутатів)
Хорватська демократична співдружність (хорв. Hrvatska demokratska zajednica)
- Karlo Ressler
- Tomislav Sokol
- Dubravka Šuica
- Željana Zovko

Соціал-демократична партія Хорватії (хорв. Socijaldemokratska partija Hrvatske)
- Biljana Borzan
- Predrag Fred Matić
- Tonino Picula

Хорватська консервативна партія (хорв. Hrvatska konzervativna stranka)
- Ruža Tomašić

Демократична асамблея Істрії (хорв. Istarski demokratski sabor, італ. Dieta democratica istriana)
- Valter Flego

Жива стіна (хорв. Živi Zid)
- Ivan Vilibor Sinčić

Незалежні
- Mislav Kolakušić

## Чехія(21 депутат)
Так 2011 (чеськ. Ano 2011)
- Dita Charanzová
- Martina Dlabajová
- Martin Hlaváček
- Ondřej Knotek
- Ondřej Kovařík
- Radka Maxová

Громадянська демократична партія (чеськ. Občanská demokratická strana)
- Evžen Tošenovský
- Alexandr Vondra
- Veronika Vrecionová
- Jan Zahradil

Чеська піратська партія (чеськ. Česká pirátská strana)
- Markéta Gregorová
- Marcel Kolaja
- Mikuláš Peksa

Християнсько-демократичний союз — Чехословацька народна партія (чеськ. Křesťanská a demokratická unie - Československá strana lidová)
- Michaela Šojdrová
- Tomáš Zdechovský

Свобода і пряма демократія (чеськ. Svoboda a přímá demokracie)
- Hynek Blaško
- Ivan David

Традиція Відповідальність Процвітання 09 (чеськ. Tradice Odpovědnost Prosperita 09)
- Luděk Niedermayer
- Jiří Pospíšil

Комуністична партія Чехії і Моравії (чеськ. Komunistická strana Čech a Moravy)
- Kateřina Konečná

Мери та незалежні (чеськ. Starostové a nezávisli)
- Stanislav Polčák

## Швеція(20 депутатів)
Соціал-демократична партія (швед. Arbetarepartiet - Socialdemokraterna)
- Erik Bergkvist
- Johan Danielsson
- Heléne Fritzon
- Jytte Guteland
- Evin Incir

Помірна коаліційна партія (швед. Moderaterna)
- Arba Kokalari
- Jessica Polfjärd
- Tomas Tobé
- Jörgen Warborn

Шведські демократи (швед. Sverigedemokraterna)
- Peter Lundgren
- Jessica Stegrud
- Charlie Weimers

Партія Центру (швед. Centerpartiet)
- Abir Al-Sahlani
- Fredrick Federley

Християнсько-демократична партія (швед. Kristdemokraterna)
- David Lega
- Sara Skyttedal

Партія зелених (швед. Miljöpartiet de gröna)
- Pär Holmgren
- Alice Kuhnke

Ліберали (швед. Liberalerna)
- Karin Karlsbro

Ліва партія (швед. Vänsterpartiet)
- Malin Björk